# República de la Sierra Madre
República de la Sierra Madre era el nombre que hipotéticamente asumirían los estados mexicanos de Coahuila, Nuevo León y Tamaulipas al momento de independizarse por segunda ocasión de México y formar un nuevo país, tal como lo hicieron en 1840 con la República del Río Grande.
Descontentos por la política centralista mexicana que aún imperaba; luego de haber derrocado al veracruzano Santa Anna. Ahora ese papel era tomado por las nuevas presidencias subsecuentes llegando al clímax del enfrentamiento con Comonfort y luego con Juárez. 
El término aparece en la correspondencia de algunos políticos del siglo XIX y entre sus promotores se señalaban al gobernador del entonces Estado de Nuevo León y Coahuila, Santiago Vidaurri y al gobernador de Tamaulipas, Francisco Vital Fernández. Vidaurri en el artículo número 50 de su Plan de Monterrey (el cual convocaba a los estados de Nuevo León, Coahuila y Tamaulipas a luchar contra el despotismo) afirmaba que:

"si lo creyeran conveniente, concurran a formar, en un solo gobierno, un todo compacto y respetable al extranjero, a la guerra contra los bárbaros y a todo el que pretenda combatir los principios salvadores y de libertad contenidos en los artículos anteriores"